# Ректорский флигель

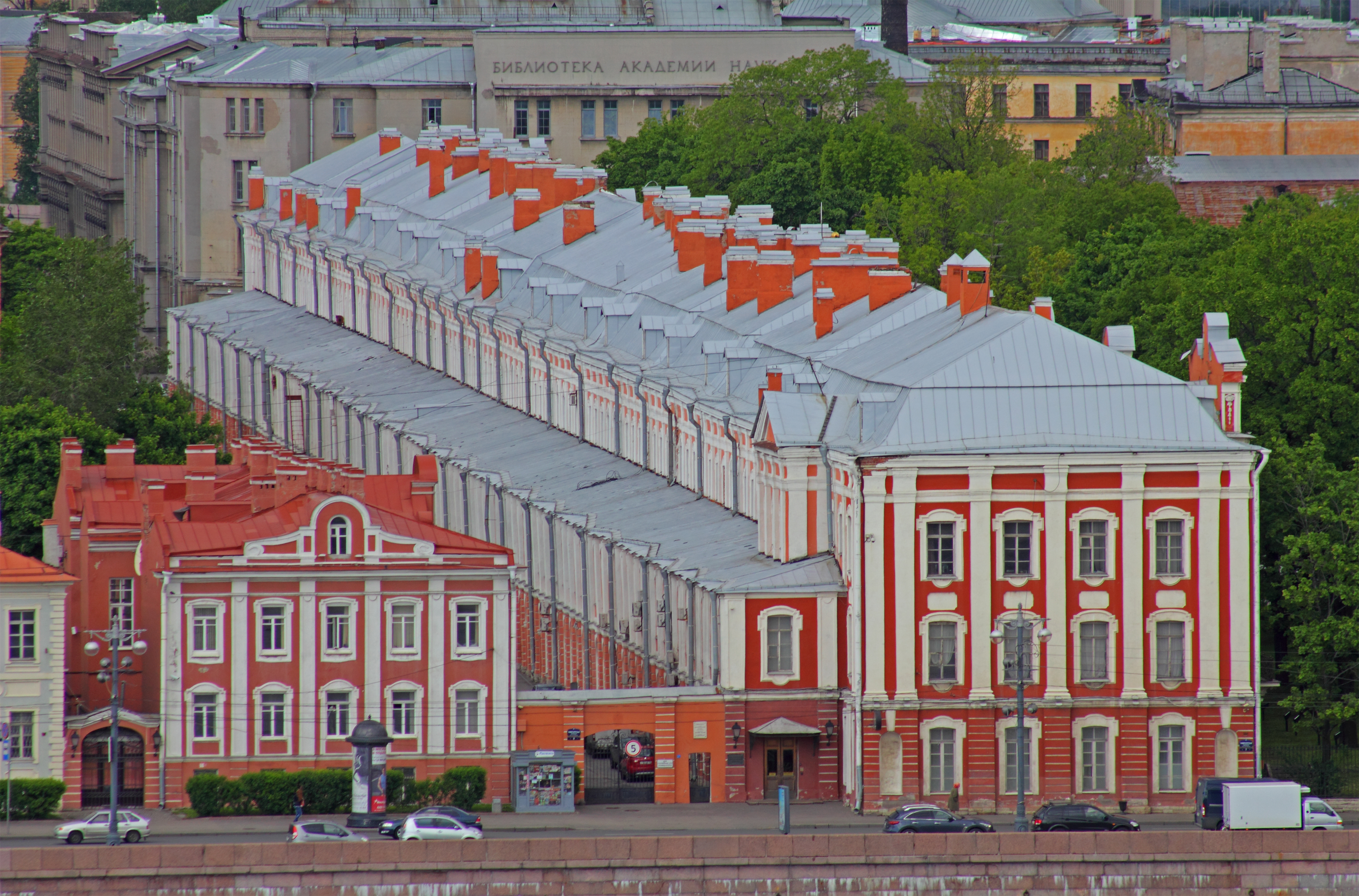
Вид флигеля и здания Двенадцати коллегий с Исаакиевского собора

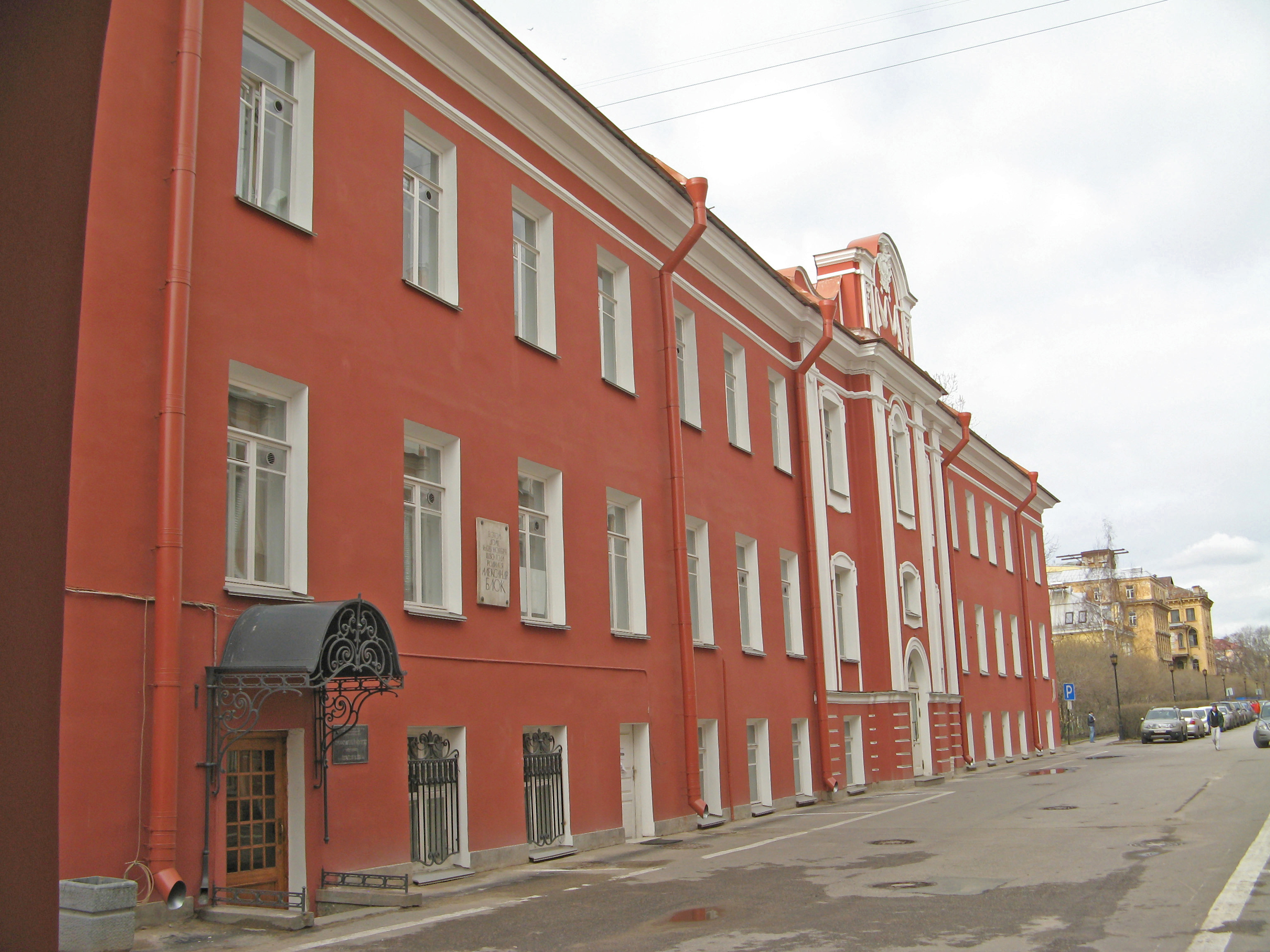
Фасад со стороны двора

Ректорский флигель — памятник архитектуры. Расположен в Санкт-Петербурге, современный адрес дома — Университетская набережная, 7-9-11 литера Б.
В середине XVII века на участке стоял одноэтажный жилой дом Пушиловой в четыре оси со стороны набережной. В 1794 году её наследник построил на этом месте каменное трехэтажное здание в стиле безордерного классицизма и устроил в нём кабак.
Участок был выкуплен для постройки флигеля в 1834—1835 годах, после того, как здание Двенадцати коллегий окончательно решили передать Петербургскому университету. Автор проекта А. Ф. Щедрин стилизовал вид и цвет здания под здание коллегий, таким образом вписав дом в ансамбль Университетской набережной. Дом был построен в 1840—1842 годах.
В основном здание расположено в глубине участка, параллельно зданию Двенадцати коллегий; торцом дом выходит на набережную. Фасад украшен плоскими лопатками, лучковый фронтон также подражает зодчеству начала XVIII века. Дом разбит на этажи практически так же, как и восточное крыло дворца Петра II.
В доме, среди прочих, жили П. А. Плетнёв (в 1841—1863 годы) и А. Н. Бекетов (1876—1883 годы). 28 ноября 1880 года у Бекетова родился внук, А. А. Блок, который провёл в доме ранее детство.